# Grammostola chalcothrix
Grammostola chalcothrix är en spindelart som beskrevs av Chamberlin 1917. Grammostola chalcothrix ingår i släktet Grammostola och familjen fågelspindlar. Inga underarter finns listade i Catalogue of Life.